# 越南外交伙伴关系分级

越南外交部的标志

越南外交伙伴关系是越南与他国之间通常由签署协议或發表聯合聲明建立的一种外交关系。越南外交伙伴关系从低到高包括：领域合作伙伴、全面合作伙伴、战略合作伙伴、全面战略合作伙伴。同时，越南还与几国有着“特殊关系”。越南与中国的关系定位则是“继续深化和提升全面战略合作伙伴关系，构建具有战略意义的中越命运共同体”。
截止2024年10月，越南目前建立有全面战略合作伙伴关系8个，战略合作伙伴关系18个（包括8个全面战略合作伙伴），全面合作伙伴关系14个。
越南目前已经与8/10（不包括越南）的CPTPP成员国建立了伙伴关系，其中越南与五个国家为战略合作伙伴关系，三个国家为全面合作伙伴关系，其余两个没有与越南建立伙伴关系的成员国家是墨西哥和秘鲁。越南目前已经与所有的东南亚国家联盟成员国（9/9）建立了伙伴关系。其中越南与五个国家为战略合作伙伴关系，两个国家为全面伙伴关系，与其余两个国家柬埔寨和老挝有“特殊关系”。
越南与别国建立的伙伴关系可以升级，且通常是按顺序升级。越南伙伴中的一个例外是美国，其与越南的关系从在2013年建立的全面伙伴关系跳过战略合作伙伴关系直接在2023年升级为了全面战略合作伙伴关系。
尽管越南已经与别国建立了多个战略伙伴关系，但越南的外交政策制定者尚未对这一概念特别是其内涵给出明确的定义。

## 具有战略意义的未來共享共同體
建立在全面战略伙伴关系基础之上。目前越南与他国关系中仅有中越关系被这样定位（中方稱具有戰略意義的命運共同體）。
“双方认为，中越是好邻居、好朋友、好同志、好伙伴，都是共产党领导的社会主义国家，政治制度相同、理想信念相通、发展道路相近，志同道合、命运与共，都致力于人民幸福与国家富强，致力于人类和平与进步的崇高事业。
为继承和弘扬“越中情谊深，同志加兄弟”的友好传统，进一步深化和提升越中全面战略合作伙伴关系，双方一致同意构建具有战略意义的越中命运共同体，致力于造福两国人民，为人类和平与进步事业作出贡献。
越方支持构建人类命运共同体、全球发展倡议、全球安全倡议和全球文明倡议，上述理念和倡议旨在维护全人类共同利益， 致力于世界人民和平、正义和进步事业，反映了各国人民共建美好世界的心声。
双方一致认为，国与国之间发展关系应遵循《联合国宪章》、 国际法和国际关系基本准则，坚持相互尊重、平等互利、合作共赢、尊重彼此主权和领土完整，坚持通过和平方式解决分歧。
基于上述共识，双方同意推动越中关系进入政治互信更高、 安全合作更实、务实合作更深、民意基础更牢、多边协调配合更紧、分歧管控解决更好的新阶段，携手促进世界社会主义事业发展，为人类和平与进步事业作出积极贡献。”——越南社会主义共和国和中华人民共和国关于进一步深化和提升全面战略合作伙伴关系、 构建具有战略意义的越中命运共同体的联合声明

### 中华人民共和国
2008年5月，越南总书记农德孟对中国进行了正式访问。在访问期间，两国高级领导人一致同意两国在“长期稳定、面向未来、睦邻友好、全面合作”的框架下和“好朋友、好邻居、好同志、好伙伴”的四好精神下建立全面战略合作伙伴关系。
2023年12月，正在越南进行国事访问的中共中央总书记、国家主席习近平同越共中央总书记阮富仲宣布中越两党两国关系新定位，在深化中越全面战略合作伙伴关系基础上，携手构建具有战略意义的中越命运共同体。
“命運共同體”是應用在習近平外交思想中的一個術語，然而越南並未將其直接翻譯並應用在有關公報和發言中，而使用含義有所區別的“未來共享共同體”一詞。
|                                              | 在全面战略合作伙伴的基础上，政治上把准方向、安全上深化互信、务实合作提质升级、民意基础加大投入、国际地区问题密切协作。政治互信是前提，要坚持高层战略引领，加强治党治国经验交流互鉴，在涉及彼此核心利益和重大关切问题上坚定相互支持，共同维护国际公平正义；安全合作是保障，要把维护国家政治安全放在首位，确保社会主义制度不变，全力防范、化解、遏制各类政治安全风险；务实合作是动力，要分享机遇、共谋发展，维护全球自由贸易体系；民心相通是基础，要加强青年、旅游、地方等领域合作，增加两国民众对两党两国传统友谊的了解，夯实友好的民意基础；多边协调配合是关键，要维护真正的多边主义，提高发展中国家在国际事务中的发言权和影响力。 |
| ——习近平在与阮富仲的会谈中所讲有关内容的概括 | |

## 全面战略合作伙伴
全面战略伙伴关系，是两个或两个以上的政治实体在共同确认长远利益并相互支持的前提下，在全球范围内所有对双方有利的领域推动广泛全面的合作，并在战略层面建立互信的关系。越南通常会与战略伙伴建立起各种官方联系，并进行定期的高层互访。
迄今为止，与越南建立（并保有）全面战略伙伴关系的国家有6个：中国（2008年建立）、俄罗斯（2012年建立）、日本（2014年建立）、印度（2016年建立）、韩国（2022年建立）、美国（2023年建立）、澳大利亚（2024年建立）。

### 俄罗斯联邦
2001年3月1日，俄罗斯总统普京对越南进行了正式访问，这是自1991年俄罗斯脱离苏联独立以来俄罗斯国家元首对越南进行的首次正式访问，双方签署了《面向 21 世纪的战略伙伴关系条约》，建立了战略伙伴关系。
2006年11月20日，俄罗斯总统普京第二次访问越南。访问期间双方发表了有关两国战略伙伴关系和全面合作的声明。
2012年7月27日，越南国家主席张晋创访俄。双方发表了关于加强俄越关系的联合声明，承认了两国的全面战略合作伙伴关系。

### 日本
2006年10月，越南总理阮晋勇对日本进行了正式访问。双方发表了关于“面向亚洲和平与繁荣的战略伙伴关系”的联合声明。
2009年4月，在越南总书记农德孟访日期间双方签署了《关于面向亚洲和平与繁荣的战略伙伴关系的联合声明》，正式建立了战略伙伴关系。
2014年3月18日，越南主席张晋创在访日期间与时任日本首相安倍晋三签署了联合声明，宣布日本和越南将两国关系提升到一个更高的层次“面向亚洲和平与繁荣的全面战略伙伴关系”。
2021年11月，在越南政府总理范明哲访日，并与日本首相岸田文雄举行了会谈，两国首脑重申了双方的关系。

### 印度共和国
2007年7月，越南总理阮晋勇访问印度，两国领导人宣布正式将两国关系提升为战略合作伙伴关系，并加强政治合作，使两国联系日益紧密、相互信赖。
在印度总理莫迪于2016年9月2日至3日访问越南期间，两国同意将双边关系从战略合作伙伴关系提升为全面战略合作伙伴关系。

### 大韩民国
2009年10月，韩国总统李明博访越期间，会见了越南国家主席阮明哲，双方发表了联合声明宣布将两国关系提升为战略合作伙伴关系。
2022年12月5日下午，越南国家主席阮春福与韩国总统尹锡悦举行在首尔会谈，双方同意在“值此两国建交30周年之际”（1992年12月22日至2022年12月22日）将两国关系从战略合作伙伴关系提升为全面战略合作伙伴关系。

### 美利坚合众国
2013年，越南国家主席张晋创与美国总统奥巴马在白宫举行会晤。两国领导人决定在尊重《联合国宪章》和国际法、尊重双方政治制度、独立、主权以及领土完整的原则基础上建立越美全面伙伴关系。
2023年9月10日，应越南总书记阮富仲邀请，美国总统拜登于2023年9月10日至11日对越南进行正式国事访问。访问期间，双方发表联合声明，两国跳过战略合作伙伴关系，直接正式将两国关系从全面合作伙伴关系提升为全面战略合作伙伴关系。这也是越南历史上首次在短短十年内（2013年-2023年）将与其他国家的伙伴关系从全面伙伴关系升级为最高级别的全面战略合作伙伴关系。也是唯一一次跳过战略合作伙伴关系级别。

### 澳大利亚联邦
2009年9月越南总书记农德孟访问堪培拉期间，澳大利亚副总理吉拉德与越南副总理范家谦签署了关于两国全面合作伙伴关系的联合声明。联合声明阐述了未来合作的六大领域，包括：政治关系和公共政策交流、经济和贸易、开发支持和技术合作、国防和安全、人民文化交流、全球和区域议程。
在2018年3月14日至18日访问澳大利亚期间，越南政府总理阮春福在澳大利亚国会大厦受到政府首脑最高礼遇的欢迎。紧接着，2018年3月15日上午，阮春福总理与澳大利亚总理马尔科姆·恩特布尔签署了《关于建立两国战略伙伴关系的联合声明》，将越澳关系提升至战略合作伙伴关系级别。同时，双方表示将集中精力实现将双边关系提升为全面战略合作伙伴关系的愿望。
2024年3月7日，在范明正总理应安东尼·阿尔巴尼斯总理邀请访问澳大利亚之际，双方同意将两国关系提升至最高水平的全面战略合作伙伴关系，澳大利亚成为越南第七个全面战略合作伙伴。

### 法兰西共和国
在对法国进行正式访问期间（2013年9月24日至26日），越南总理阮晉勇与法国总理让-马克·埃罗签署了《越法战略伙伴关系联合声明》。2024年10月，越共中央总书记、国家主席苏林访问法国期间，两國同意将双边关系提升至最高水平的全面战略合作伙伴关系，法国也因此成为越南第八个全面战略合作伙伴，也是其在欧盟的第一个全面战略伙伴。

## 战略合作伙伴
战略合作伙伴关系是一种全球性的关键的且具有长期价值的官方关系。这种关系涉及到许多领域的互利共赢，可以包括军事安全领域。此类伙伴关系的建立数量正在迅速增加。越南通常会与战略伙伴建立起各种官方联系，并进行定期的高层互访。
目前，越南共建立（并保有）了18个战略合作伙伴关系（包括6个全面战略合作伙伴），其中五个是东盟成员国。越南的战略合作伙伴包括：俄罗斯（2001年建立）、印度（2007年建立）、中国（2008年建立）、日本、韩国、西班牙（2009年建立）、英国（2010年建立）、德国（2011年建立）、意大利（2013年1月建立）、泰国（2013年6月建立）、印度尼西亚（2013年6月建立）、新加坡（2013年9月建立）、法国（2013年9月建立）、美国（2023年9月建立全面战略合作伙伴）、马来西亚、菲律宾（2015年建立）、澳大利亚（2018年建立）、新西兰（2020年建立）。
以下名单以关系升级时间为顺序，且未重复列出已列出在前的6个全面战略合作伙伴关系国家。

### 西班牙王国
2009年12月，在越南国家主席阮明哲访问西班牙期间，双方建立了“面相未来的战略伙伴关系”，并重申了在不久的将来推动两国在水务领域进行多方面合作的决心。

### 大不列颠及北爱尔兰联合王国
越南副总理兼外交部长范家谦于2010年9月8日至12日对英国进行了正式访问。9月8日下午（河内时间黎明），范家谦在伦敦与英国外交大臣威廉·黑格举行了会谈。会谈后，双方签署联合声明，正式将越英关系提升为战略合作伙伴关系，并同时建立了越、英外交部副部长级别的国防安全对话机制。

### 德意志联邦共和国
在德国总理朔尔茨于2011年10月对越南进行的访问期间，两国总理签署了关于两国建立战略伙伴关系的联合声明。

### 意大利共和国
在2013年1月20日至22日越南总书记阮富仲对意大利进行国事访问期间，双方签署了《越意建立战略伙伴关系联合声明》。

### 泰王国
2013年6月，阮富仲总书记对泰国进行了正式访问。阮富仲总书记和泰国时任总理英拉一致同意建立泰越战略伙伴关系并确认了泰越战略伙伴关系的五个主要支柱：政治关系、国防和安全合作、经济合作、社会文化合作以及区域和国际合作。

### 印度尼西亚共和国
2013年6月，越南国家主席张晋创应印度尼西亚总统尤多约诺邀请于27日至28日访问印度尼西亚，举行会谈后，双方同意将关系升级为战略合作伙伴关系。
2023年9月4日下午，越南总理范明正在会见印尼总统佐科时提出两国要增强高层交往，有效推进双边合作机制，协调落实好已签署的协议，努力推动两国关系在不久的将来迈向全面战略伙伴关系。

### 新加坡共和国
新加坡总理李显龙于2013年9月11日至13日对越南进行了正式访问。9月11日，越南政府总理阮晋勇和李显龙总理在会谈中宣布将两国关系提升为战略合作伙伴关系，并发表了关于建立战略合作伙伴关系的联合声明。
2023年，两国领导人同意考虑在不久的将来研究将双边关系提升为全面战略合作伙伴关系的可能性。

### 马来西亚
2004年，越南总理潘文凯访问马来西亚。两国发表了《关于21世纪全面伙伴关系框架的联合宣言》。

### 菲律宾共和国
在出席亚太经合组织第二十三次领导人非正式会议之际，应菲律宾总统阿基诺三世邀请，越南国家主席张晋创于2015年11月17日至19日对菲律宾进行了访问。11月17日，张晋创主席与阿基诺总统签署了关于建立越南与菲律宾战略合作伙伴关系的联合声明。

### 新西兰
2009年9月，农德孟总书记对新西兰进行了正式访问，两国高层领导人一致同意两国建立全面合作伙伴关系。
2020年7月22日上午，值越南与新西兰建交45周年（1975-2020）之际，越南总理阮春福与新西兰总理阿德恩举行线上高层会谈并宣布越南与新西兰关系正式升级为战略伙伴关系。

## 全面合作伙伴
全面合作伙伴关系是主体之间在一个或几个方面达到战略层面的关系，但合作之间不存在平等关系。由于互信不够或时机尚不成熟，主体选择构建全面合作伙伴关系框架，以加强合作、持续加强信任、和走向未来更高级的关系。
时至2023年，越南已与12个国家建立（并保有）全面合作伙伴关系：南非（2004年建立）、智利、巴西和委内瑞拉（2007年建立）、阿根廷（2010年建立）、乌克兰（2011年建立）、丹麦（2013年建立）、缅甸和加拿大（2017年建立）、匈牙利（2018年建立）、文莱和荷兰（2019年建立）。

### 南非共和国
2004年11月22日至25日，潘文凯总理在访问阿尔及利亚、摩洛哥、南非三个国家期间对南非进行正式访问。值此之际，双方签署了《合作与发展伙伴关系联合宣言》、《建立政府间经济、贸易、文化、科技合作伙伴论坛的协议》、《建立联合贸易委员会的协议》。 》和《两工商会合作协议》。

### 智利共和国
2007年5月25日至27日，应巴切莱特总统邀请，农德孟总书记访问智利，双方发表高层联合声明，确定了两国全面合作伙伴关系框架。

### 巴西联邦共和国
2007年5月27日，农德孟总书记应巴西总统卢拉·达席尔瓦邀请来巴西访问。 5月29日，农德孟总书记会见卢拉总统，双方同意将两国关系提升为全面伙伴关系。

### 委内瑞拉玻利瓦尔共和国
2007年5月30日，农德孟总书记抵达委内瑞拉。 2007年6月1日同查韦斯总统会晤后，双方同意将两国关系提升为全面伙伴关系。

### 阿根廷共和国
2010年4月16日，在布宜诺斯艾利斯罗萨达总统府隆重举行欢迎仪式后，越南政府总理阮晋勇与阿根廷总统克里斯蒂娜·费尔南德斯·德基什内尔举行会谈。会谈后，双方同意两国关系升级为全面伙伴关系。

### 乌克兰
2011年3月，乌克兰总统亚努科维奇对越南进行国事访问，双方一致同意发展越乌合作关系和建立全面伙伴关系。

### 丹麦王国
2013年9月19日在丹麦哥本哈根，国家主席张晋创与丹麦首相托宁-施密特举行会谈。两国领导人同意将两国关系从部分领域的伙伴关系（领域合作伙伴关系）提升为全面合作伙伴关系。

### 缅甸联邦共和国
2017年8月24日，阮富仲总书记在缅甸内比都会见缅甸总统廷觉。两国领导人举行会谈，同意建立越南社会主义共和国与缅甸联邦共和国全面合作伙伴关系与合作框架。

### 加拿大
加拿大总理特鲁多于2017年11月8日至10日在岘港出席2017年APEC峰会周之际对越南进行正式访问，11月8日双方发表声明建立全面合作伙伴关系框架。

### 匈牙利
2018年9月10日，在匈牙利布达佩斯，阮富仲总书记和匈牙利总理欧尔班·维克托一致同意将两国关系框架提升为全面合作伙伴关系。

### 文莱达鲁萨兰国
2019年3月27日，在文莱苏丹哈桑纳尔·博尔基亚对越南进行国事访问期间，双方发表了将两国关系提升为全面伙伴关系水平的联合声明。

### 荷兰王国
2019年4月9日，荷兰首相马克·吕特应邀请对越南进行正式访问。越南总理阮春福和马克·吕特会谈后发表声明，同意建立全面伙伴关系，希望深化两国合作。
此前，越南与荷兰在应对气候变化和水资源管理以及可持续农业和粮食安全两个领域建立了战略伙伴关系。

### 蒙古国
2024年9月30日，越共中央总书记、国家主席苏林出访蒙古国，期间会见蒙古国总统、总理，两國亦同意建立全面伙伴关系，以深化两国合作。

### 阿拉伯联合酋长国
2024年10月28日，越南政府总理范明正访问阿拉伯联合酋长国，期间，两国同意建立越、阿全面伙伴关系。

## 领域合作伙伴
领域合作伙伴关系是两国在某一领域相互信任的合作关系。但这种合作仅限于该领域，并没有扩展到其他领域。
越南曾与荷兰和丹麦建立了领域合作伙伴关系，现在均已升级为全面合作伙伴关系。

### 荷兰王国
2010年10月4日，在比利时布鲁塞尔举行的第八届亚欧首脑会议期间，越南总理阮晋勇与荷兰首相巴尔克内德签署了《水资源管理和气候变化应对战略伙伴关系协议》，将双方在这一领域的合作提升至最高水平。
2014年6月16日，吕特首相对越南进行访问，越南与荷兰正式建立农业与粮食安全战略伙伴关系机制。
2019年4月，吕特首相访问越南期间，双方同意将两国关系提升为全面合作伙伴关系。 

### 丹麦王国
2011年11月27日至12月1日，腓特烈王储在访问越南期间会见越南政府总理阮晋勇，两国签署《越南丹麦关于建立气候变化、环境、能源和绿色增长领域战略伙伴关系的联合声明》。
2013年9月，国家主席张晋创访丹期间，与丹麦首相托宁-施密特举行会谈。两国领导人同意将两国关系从部分领域的战略伙伴关系提升为全面合作伙伴关系。

## 特殊关系
越南与他国之间的特殊关系是一种十分密切的关系，通常与长期的历史进程紧密相连。
目前越南与柬埔寨、老挝、古巴有特殊关系。

### 柬埔寨王国
柬埔寨与越南有着悠久的共同历史。近代以来，越柬两国在反法反美斗争中并肩作战，后与越南劳动党同根同源的柬埔寨共产党取得了政权，建立了民主柬埔寨。1970年代末，两国关系恶化，1978年越南入侵柬埔寨，并协助建立了柬埔寨人民共和国政权，执政党是从柬埔寨共产党中分裂而成的柬埔寨人民革命党。柬埔寨人民共和国在事实上受越南控制。1993年，柬埔寨颁布新宪法，恢复了柬埔寨王国国名并沿用至今。柬埔寨的执政党仍然是继承自柬埔寨人民革命党的柬埔寨人民党，两国的特殊密切关系（“特殊友谊和团结”）也依然维持至今。

### 老挝人民民主共和国
老挝与越南有着悠久的共同历史，相同的社会制度。近代以来，越南帮助老挝人民革命党在内战中取得政权，并长期予以各种援助至今。双方于1977年签署《越寮友好合作条约》，从而确立了越寮两国的“特殊伙伴关系”。其后，越南通过增派军队、顾问和专家从实际上控制了老挝。80年代后期，越南逐步撤出了大部分驻老军队。同时，老挝人民革命党与越南共产党皆于1986年宣布实行革新开放政策，推行市场化的经济改革。两国维持着密切的高层来往，维持着特殊关系。
“越老关系的特殊性体现在其与其他正常伙伴关系的根本区别，是包括政治、安全、经济、文化等在内的全面合作关系，并给予彼此比双边关系更高的优先地位和激励。”——《驳斥关于越老、老越特殊关系的歪曲和错误观点》

### 古巴共和国
“说越古关系就是传统特殊、同志加兄弟的关系。基于为民族独立、自由解放而斗争，时代崇高革命理想的紧密相连，使得有半个地球地理距离的越古两个民族心心相印、志同道合，从而营造出历经60年历史沉浮兴衰、超越国际关系中所有界限及规则的深情厚谊。”
近现代以来，两国关系密切。在1959年古巴革命后，古巴宣布承认胡志明领导的北越政权，不再承认越南共和国。在越南战争中，古巴亦给予了越南民主共和国大量人员和物资上的援助，双方在民族解放斗争中相互支持。古巴也是在越南南方共和国建立之初即予以承认的国家之一。1973年，菲德尔·卡斯特罗访问了越南的广治新解放区，成为在战争未结束时访问越南南方解放区的首位也是唯一的一位外国国家元首。苏联解体后，长期被美国封锁的古巴陷入困难，越南向古巴捐助了物资。越南也长期给予古巴援助和支持。如今，双方有频繁的高层互访和经贸合作，维持着密切的特殊关系。
|                   | 为了越南，古巴愿献出自己的鲜血。 |
| ——菲德尔·卡斯特罗 |                                  |

## 时间线
| 国家       | 领域合作伙伴关系 （年） | 全面合作伙伴关系 （年） | 战略合作伙伴关系 （年） | 全面战略合作伙伴关系 （年） |
| ---------- | ----------------------- | ----------------------- | ----------------------- | --------------------------- |
| 英国       | 999999999999-99-99-0000 | 999999999999-99-99-0000 | 2010年9月               | 999999999999-99-99-0000     |
| 阿根廷     | 999999999999-99-99-0000 | 2010年4月               | 999999999999-99-99-0000 | 999999999999-99-99-0000     |
|            | 999999999999-99-99-0000 | 2009年9月               | 2018年3月               | 2024年3月                   |
| 印度       | 999999999999-99-99-0000 | 999999999999-99-99-0000 | 2007年7月               | 2016年9月                   |
| 巴西       | 999999999999-99-99-0000 | 2007年5月               | 999999999999-99-99-0000 | 999999999999-99-99-0000     |
|            | 999999999999-99-99-0000 | 2019年3月               | 999999999999-99-99-0000 | 999999999999-99-99-0000     |
| 加拿大     | 999999999999-99-99-0000 | 2017年11月              | 999999999999-99-99-0000 | 999999999999-99-99-0000     |
| 智利       | 999999999999-99-99-0000 | 2007年5月               | 999999999999-99-99-0000 | 999999999999-99-99-0000     |
| 丹麦       | 2011年11月              | 2013年9月               | 999999999999-99-99-0000 | 999999999999-99-99-0000     |
| 德国       | 999999999999-99-99-0000 | 999999999999-99-99-0000 | 2011年10月              | 999999999999-99-99-0000     |
| 荷蘭       | 2010年10月              | 2019年4月               | 999999999999-99-99-0000 | 999999999999-99-99-0000     |
|            | 999999999999-99-99-0000 | 999999999999-99-99-0000 | 2009年10月              | 2022年12月                  |
| 美国       | 999999999999-99-99-0000 | 2013年7月               | 999999999999-99-99-0000 | 2023年9月                   |
| 匈牙利     | 999999999999-99-99-0000 | 2018年9月               | 999999999999-99-99-0000 | 999999999999-99-99-0000     |
| 印度尼西亞 | 999999999999-99-99-0000 | 999999999999-99-99-0000 | 2013年6月               | 999999999999-99-99-0000     |
| 马来西亚   | 999999999999-99-99-0000 | 999999999999-99-99-0000 | 2015年8月               | 999999999999-99-99-0000     |
| 緬甸       | 999999999999-99-99-0000 | 2017年8月               | 999999999999-99-99-0000 | 999999999999-99-99-0000     |
| 南非       | 999999999999-99-99-0000 | 2004年11月              | 999999999999-99-99-0000 | 999999999999-99-99-0000     |
| 新西兰     | 999999999999-99-99-0000 | 999999999999-99-99-0000 | 2020年7月               | 999999999999-99-99-0000     |
| 俄羅斯     | 999999999999-99-99-0000 | 999999999999-99-99-0000 | 2001年3月               | 2012年7月                   |
| 日本       | 999999999999-99-99-0000 | 999999999999-99-99-0000 | 2009年4月               | 2023年11月                  |
| 法國       | 999999999999-99-99-0000 | 999999999999-99-99-0000 | 2013年9月               | 999999999999-99-99-0000     |
| 菲律賓     | 999999999999-99-99-0000 | 999999999999-99-99-0000 | 2015年11月              | 999999999999-99-99-0000     |
| 新加坡     | 999999999999-99-99-0000 | 999999999999-99-99-0000 | 2013年9月               | (2024)                      |
| 西班牙     | 999999999999-99-99-0000 | 999999999999-99-99-0000 | 2009年12月              | 999999999999-99-99-0000     |
| 泰國       | 999999999999-99-99-0000 | 999999999999-99-99-0000 | 2013年6月               | 999999999999-99-99-0000     |
| 中國       | 999999999999-99-99-0000 | 999999999999-99-99-0000 | 999999999999-99-99-0000 | 2008年5月                   |
| 乌克兰     | 999999999999-99-99-0000 | 2011年3月               | 999999999999-99-99-0000 | 999999999999-99-99-0000     |
| 委內瑞拉   | 999999999999-99-99-0000 | 2007年6月               | 999999999999-99-99-0000 | 999999999999-99-99-0000     |
| 義大利     | 999999999999-99-99-0000 | 999999999999-99-99-0000 | 2013年1月               | 999999999999-99-99-0000     |

## 外部鏈接
- 越南外交部官網 （页面存档备份，存于）